# Wolfsburg-Unkeroda
Wolfsburg-Unkeroda era un municipio situado en el distrito de Wartburg, en el estado federado de Turingia (Alemania). Desde el 6 de julio de 2018 es parte del municipio de Gerstungen.